# Ricardo Gareca
Ricardo Gareca, né le 10 février 1958 à Tapiales (en) (Argentine), est un footballeur argentin qui jouait au poste d'attaquant. Il est aujourd'hui entraîneur.

## Biographie

### Carrière de joueur
Surnommé El Flaco (« le maigre ») ou encore El Tigre, il évolue à Boca Juniors, à Sarmiento, à River Plate, à l'América de Cali, au Vélez Sarsfield et à Independiente ainsi qu'en équipe d'Argentine où il marque cinq buts lors de ses 24 sélections entre 1981 et 1985. Il participe notamment à la Copa América 1983 en marquant un but face au Brésil.
En 1985, il dispute les deux derniers matchs de la campagne de qualification à la Coupe du monde 1986 au Mexique. Lors du match décisif contre le Pérou, le 30 juin 1985, il marque le but de l'égalisation (2-2) après un tir du capitaine de l'Albiceleste Daniel Passarella qui heurte le poteau gauche du gardien péruvien. Même si ce but permet à son équipe de disputer le Mondial, il n'est plus rappelé en équipe nationale par le sélectionneur Carlos Bilardo qui ne le retient pas dans la liste de convoqués pour la Coupe du monde mexicaine.

#### Buts en sélection
| Buts en sélection de Ricardo Gareca | Buts en sélection de Ricardo Gareca | Buts en sélection de Ricardo Gareca               | Buts en sélection de Ricardo Gareca | Buts en sélection de Ricardo Gareca | Buts en sélection de Ricardo Gareca | Buts en sélection de Ricardo Gareca |
|                                     | Date                                | Lieu                                              | Adversaire                          | Score                               | Résultat                            | Compétition                         |
| ----------------------------------- | ----------------------------------- | ------------------------------------------------- | ----------------------------------- | ----------------------------------- | ----------------------------------- | ----------------------------------- |
| 1.                                  | 12 mai 1983                         | Estadio Nacional de Chile, Santiago (Chili)       | Chili                               | 1-2                                 | 2-2                                 | Match amical                        |
| 2.                                  | 24 août 1983                        | Estadio Monumental, Buenos Aires (Argentine)      | Brésil                              | 1-0                                 | 1-0                                 | Copa América 1983                   |
| 3.                                  | 14 janvier 1984                     | Eden Gardens, Calcutta (Inde)                     | Inde                                | 0-1                                 | 0-1                                 | Match amical                        |
| 4.                                  | 25 octobre 1984                     | Estadio José Amalfitani, Buenos Aires (Argentine) | Mexique                             | 1-0                                 | 1-1                                 | Match amical                        |
| 5.                                  | 30 juin 1985                        | Estadio Monumental, Buenos Aires (Argentine)      | Pérou                               | 2-2                                 | 2-2                                 | Élim. Mondial 1986                  |

### Carrière d'entraîneur

#### Succès en Argentine, échec au Brésil
À la suite de sa carrière de joueur, il devient entraîneur et connaît ses premiers succès à Talleres où il remporte le championnat de deuxième division en 1998, puis la Copa CONMEBOL, l'année suivante. 
Après quelques expériences en Colombie (América de Cali et Independiente Santa Fe entre 2005 et 2006) et au Pérou (Universitario de Deportes entre 2007 et 2008), il revient en 2009 en Argentine au Vélez Sarsfield avec lequel il rafle quatre championnats (voir palmarès) avec un total de 254 matchs dirigés dont 130 victoires. 
Fort de ses succès en Argentine, il fait une incursion dans le football brésilien en 2014, au Palmeiras, expérience qui s'avère un échec.

#### Sélectionneur du Pérou
Il rebondit l'année suivante puisque le 2 mars 2015, il est nommé sélectionneur du Pérou qu'il emmène sur le podium de la Copa América 2015.
Près de trois ans après sa nomination il réussit à qualifier l'équipe péruvienne à la Coupe du monde 2018 en Russie, véritable exploit compte tenu des 36 ans d'absence des Péruviens à ce niveau. Pour l'anecdote, Gareca met fin à cette disette 32 ans après avoir privé ces mêmes Péruviens de Mondial en 1985 en tant que joueur (voir section précédente). En outre, à la suite de la victoire 2-0 sur l'Écosse en match amical, le 29 mai 2018, Gareca établit un record d'invincibilité de 13 matchs avec l'équipe du Pérou, laissant derrière lui le précédent record de 12 rencontres sans défaite acquis entre 1937 et 1941. Néanmoins cette série d'invincibilité prend fin à l'occasion de la Coupe du monde 2018 lorsque les Péruviens s'inclinent face au Danemark par la plus petite des marges. Ils seront d'ailleurs éliminés dès le premier tour de ce Mondial.
En novembre 2018, Ricardo Gareca atteint un autre record puisqu'il dépasse Marcos Calderón en devenant le sélectionneur avec le plus de matchs dirigés sur le banc du Pérou (52 contre les 51 de son devancier). Ses succès à la tête de la Blanquirroja se poursuivent l'année suivante en emmenant le Pérou en finale de la Copa América 2019 où son équipe s'incline 3-1 devant l'hôte brésilien. En revanche, Gareca échoue à qualifier la sélection péruvienne à la Coupe du monde 2022.
Le 14 juillet 2022, il quitte son poste de sélectionneur du Pérou après sept années passées à sa tête, fort d'un bilan de 96 matchs dirigés (39v, 23n, 34d).

#### Retour en Argentine
En 2023, il revient à la tête de Vélez Sarsfield. Il démissionne après 12 matchs où il ne parvient à remporter qu'une seule victoire.

## Palmarès

### Palmarès de joueur
| América de Cali - Championnat de Colombie (2) : - Champion : 1985 et 1986. |  | Independiente - Supercopa Sudamericana (1) : - Vainqueur : 1994. - Championnat d'Argentine (1) : - Champion : 1994-C. |

### Palmarès d'entraîneur

#### En club
| Talleres - Coupe CONMEBOL (1) : - Vainqueur : 1999. - Championnat d'Argentine D2 (1) : - Champion : 1998. |  | Universitario - Tournoi d'ouverture (1) : - Vainqueur : 2008-A. |  | Vélez Sarsfield - Championnat d'Argentine (4) : - Champion : 2009-C, 2011-C, 2012-I et 2012-2013. |

#### En équipe nationale
Pérou
- Copa América :
  - Finaliste : 2019.
  - Troisième : 2015.